# Dame Un Grrr
Dame Un Grrr ist ein Popsong des rumänischen Musikproduzenten Fantomel und der Sängerin Kate Linn. Der Song wurde im Juni 2025 veröffentlicht und erschien unter Creator Records in Zusammenarbeit mit Universal Music Romania.

## Hintergrund
Der Titel wurde am 20. Juni 2025 veröffentlicht und ist das Ergebnis einer Zusammenarbeit zwischen Fantomel, der sowohl als Produzent als auch als Songwriter tätig war, und Kate Linn, die als Sängerin und Co-Autorin beteiligt ist. Die Produktion, das Mixing und das Mastering wurden von Fantomel und Cristian Prajescu übernommen.

## Inhalt
Dame Un Grrr verbindet moderne Pop-Elemente mit lateinamerikanischen Rhythmen. Der Songtext ist eine Mischung aus englischen und spanischen Phrasen und thematisiert das Spiel mit Anziehung und Flirt. Der Refrain ist geprägt von der wiederholten Zeile „Dame un grr (Un qué?)“, die sich wie ein Ohrwurm durch den Song zieht.

## Musikvideo
Das offizielle Musikvideo zu Dame Un Grrr wurde am 1. Juli 2025 veröffentlicht. Regie führte Isabella Szanto, die Kameraarbeit übernahm Nicu Dragan.

## Rezeption
Der Song erfreute sich schnell großer Beliebtheit auf Streaming-Plattformen und sozialen Medien, insbesondere auf TikTok, wo er für zahlreiche Tanz- und Lip-Sync-Videos verwendet wurde. Auch auf YouTube erreichte das Musikvideo innerhalb weniger Tage mehrere Millionen Aufrufe. 
Die Version mit Fantomel erreichte Platz 50 der französischen Charts.
| ChartsChartplatzierungen | Höchstplatzierung | Wochen |
| ------------------------ | ----------------- | ------ |
| Frankreich (SNEP)        | 50 (… Wo.)        | …      |